# Беррахма, Мехди
Мехди Беррахма (араб. المهدي بالرحمة‎; род. 7 декабря 1992, Сале) — марокканский футболист, полузащитник клуба «Аль-Кувейт». Выступал за национальную сборную Марокко.

## Клубная карьера
Начинал заниматься футболом в системе команды «Сале» из его родного города. В 2012 году подписал свой первый профессиональный контракт с этим клубом, выступавшем во втором марокканском дивизионе. По итогам сезона «Сале» занял второе место в турнирной таблице и заслужил право в следующем сезоне выступать в элитном дивизионе.
20 июля 2013 года подписал контракт с серебряным призёром чемпионата Марокко — ФАР из Рабата. По данным портала Transfermarkt.de сумма сделки оценивается в 75 тысяч евро. Первый матч за новый клуб сыграл 23 августа 2013 года в рабатском дерби с ФЮС. Беррахма вышел в стартовом составе и провёл на поле все 90 минут. В 19-м туре в игре с «Олимпиком» из Хурибги открыл свой бомбардирский счёт, принеся своему клубу победу. Все за шесть сезонов, проведённых в ФАР Мехди принял участие в 119 матчах, в которых забил 16 мячей.
В июне 2019 года отказался продлевать контракт с марокканским клубом и перешёл в качестве свободного агента в «Катар СК». 21 августа в матче первого тура с «Аль-Духаилем» дебютировал в чемпионате Катара.

## Карьера в сборной
В составе сборной Марокко принимал участие в чемпионате Африки 2018 года, на котором и дебютировал за сборную на групповом этапе в матче с сборной Мавританией 13 января 2018 года. Марокканцы выиграли 5 матчей, один раз сыграли вничью и стали победителями турнира.

## Достижения
Сборная Марокко
- Победитель Чемпионата африканских наций: 2018

## Статистика выступлений

### Клубная статистика
| Выступление      | Выступление      | Выступление      | Лига | Лига | Кубки | Кубки | Конт.кубки | Конт.кубки | Итого | Итого |
| Клуб             | Лига             | Сезон            | Игры | Голы | Игры  | Голы  | Игры       | Голы       | Игры  | Голы  |
| ---------------- | ---------------- | ---------------- | ---- | ---- | ----- | ----- | ---------- | ---------- | ----- | ----- |
| ФАР              | Ботола           | 2013/14          | 20   | 1    | 0     | 0     | —          | —          | 20    | 1     |
| ФАР              | Ботола           | 2014/15          | 21   | 3    | 0     | 0     | —          | —          | 21    | 3     |
| ФАР              | Ботола           | 2015/16          | 14   | 1    | 0     | 0     | —          | —          | 14    | 1     |
| ФАР              | Ботола           | 2016/17          | 21   | 3    | 0     | 0     | —          | —          | 21    | 3     |
| ФАР              | Ботола           | 2017/18          | 19   | 2    | 0     | 0     | —          | —          | 19    | 2     |
| ФАР              | Ботола           | 2018/19          | 24   | 6    | 0     | 0     | —          | —          | 24    | 6     |
| ФАР              | Итого            | Итого            | 119  | 16   | 0     | 0     | 0          | 0          | 119   | 16    |
| Катар СК         | Старс-лига       | 2019/20          | 16   | 1    | 5     | 1     | —          | —          | 21    | 2     |
| Катар СК         | Итого            | Итого            | 16   | 1    | 5     | 1     | 0          | 0          | 21    | 2     |
| Всего за карьеру | Всего за карьеру | Всего за карьеру | 135  | 17   | 5     | 1     | 0          | 0          | 140   | 18    |

### В сборной
| Матчи и голы Мехди Беррахма за национальную сборную Марокко | Матчи и голы Мехди Беррахма за национальную сборную Марокко | Матчи и голы Мехди Беррахма за национальную сборную Марокко | Матчи и голы Мехди Беррахма за национальную сборную Марокко | Матчи и голы Мехди Беррахма за национальную сборную Марокко | Матчи и голы Мехди Беррахма за национальную сборную Марокко |
| №                                                           | Дата                                                        | Оппонент                                                    | Счёт                                                        | Голы                                                        | Соревнование                                                |
| ----------------------------------------------------------- | ----------------------------------------------------------- | ----------------------------------------------------------- | ----------------------------------------------------------- | ----------------------------------------------------------- | ----------------------------------------------------------- |
| 1                                                           | 13 января 2018                                              | Мавритания                                                  | 4:0                                                         | 0                                                           | Чемпионат африканских наций 2018                            |
| 2                                                           | 17 января 2018                                              | Гвинея                                                      | 3:1                                                         | 0                                                           | Чемпионат африканских наций 2018                            |
| 3                                                           | 27 января 2018                                              | Намибия                                                     | 2:0                                                         | 0                                                           | Чемпионат африканских наций 2018                            |
| 4                                                           | 31 января 2018                                              | Ливия                                                       | 3:1                                                         | 0                                                           | Чемпионат африканских наций 2018                            |
| 5                                                           | 4 февраля 2018                                              | Нигерия                                                     | 4:0                                                         | 0                                                           | Чемпионат африканских наций 2018                            |

Итого:5 матчей и 0 голов; 5 побед, 0 ничьих, 0 поражений.